# Joseph Patrick Addabbo

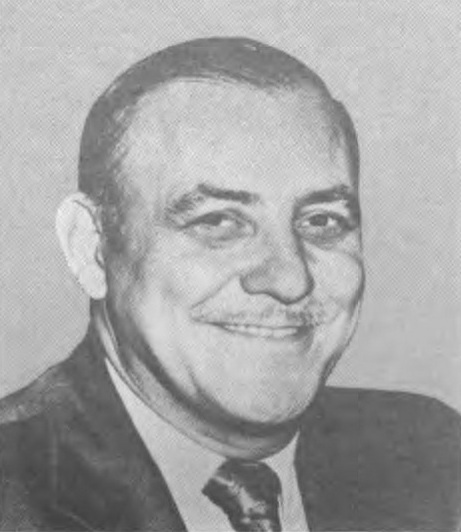
Joseph Patrick Addabbo

Joseph Patrick Addabbo (* 17. März 1925 in Ozone Park, Queens, New York City; † 10. April 1986 in Washington, D.C.) war ein US-amerikanischer Politiker. Zwischen 1961 und 1986 vertrat er den Bundesstaat New York im US-Repräsentantenhaus.

## Werdegang
Joseph Addabbo besuchte die öffentlichen Schulen seiner Heimat sowie das City College of New York. Nach einem anschließenden Jurastudium an der St. John’s Law School und seiner 1947 erfolgten Zulassung als Rechtsanwalt begann er in Ozone Park in diesem Beruf zu arbeiten. Gleichzeitig schlug er als Mitglied der Demokratischen Partei eine politische Laufbahn ein. Zwischen 1948 und 1959 war er Präsident der Ozone Park Men’s Association; von 1956 bis 1958 leitete er auch die Organisation Ferrini Welfare League of Catholic Charities.
Bei den Kongresswahlen des Jahres 1960 wurde Addabbo im fünften Wahlbezirk von New York in das US-Repräsentantenhaus in Washington, D.C. gewählt, wo er am 3. Januar 1961 die Nachfolge des zwischenzeitlich zurückgetretenen Albert H. Bosch antrat. Nach zwölf Wiederwahlen konnte er bis zu seinem Tod am 10. April 1986 im Kongress verbleiben. In diese Zeit fielen unter anderem der Vietnamkrieg, das Ende der Bürgerrechtsbewegung und im Jahr 1974 die Watergate-Affäre. Bis 1963 vertrat Addabo den fünften, danach bis 1983 den siebten und anschließend den sechsten Distrikt seines Staates. In den 1980er Jahren war er Vorsitzender des Unterausschusses für Verteidigungsausgaben. In dieser Eigenschaft war er ein harter Kritiker der Finanzpolitik von Präsident Ronald Reagan. Er kritisierte vor allem die massive Erhöhung des Verteidigungshaushalts.
Seit Ende 1984 war Addabbo gesundheitlich angeschlagen. Er litt an einer Nierenkrankheit, der er am 10. April 1986 erlag. Zuvor hatte er nach einem Zusammenbruch einen Monat im Koma gelegen.